# Плаун тёмный
Плаун тёмный, или тусклый (лат. Lycopodium obscurum) — вид многолетних травянистых растений рода Плаун (Lycopodium) семейства Плауновые (Lycopodiaceae).

## Описание
Вечнозелёное многолетнее травянистое растение, до 30 см высотой. Горизонтальные стебли длинные, залегают в почве, около 2,5 мм в диаметре, от них поднимаются надземные, вертикальные, прямые ветви, с торчащими, одиночными спороносными колосками на концах и вееровидно разветвленными боковыми веточками, которые покрыты равными, линейными филлоидами, 5—6 мм длиной, заостренными и оттянутыми в остриё.

## Распространение
Встречается в хвойных и смешанных лесах на Дальнем Востоке России, в Японии, Корее, Китае и Северной Америке. Произрастает главным образом в кедрово-широколистных лесах.

## Химический состав и применение
Детально химический состав растения не изучен. В траве найдены флавоноиды и 0,4 % алкалоидов. В российской медицине практически не применяется, в Китае же препараты травы применяют в качестве тонического средства — общеукрепляющего, улучшающего пищеварение и кроветворение.